# The Long Drive
The Long Drive — инди-игра в жанре автосимулятора, выпущенная в Steam 25 сентября 2019 года и издаваемая Genesz для платформы Windows. Игровой движок — Unity. Игра находится в раннем доступе.

## Выпуск
Игра была выпущена в Steam в раннем доступе 25 сентября 2019 года разработчиком Genesz для платформы Windows. Игра использует игровой движок Unity. Игра классифицируется как инди, жанр — автосимулятор.

## Игровой процесс
Суть игры сводится к тому, что игроку надо ехать. В игре есть бесконечно генерируемая пустыня и дорога. Игрок начинает новую игру в гараже, где можно найти бензин и воду, которая понадобится для того, чтобы утолять жажду. По пути игроку может встретиться заброшенный дом или бензоколонка, где можно найти запчасти для автомобиля, топливо и другие предметы, необходимые для выживания. В игре можно снимать части с других автомобилей и ставить на свой. Игрок может ехать не только по дороге, около которой есть фонарные столбы, но и по пустыне.

## Оценки
Энди Келли, писатель для PC Gamer, считает, что «Если вы когда-либо хотели поездить на неуклюжей маленькой машине по устрашающе пустынному пространству c длинными дорогами и изобилием песчаных дюн, то The Long Drive — это ответ на ваши очень специфические просьбы. Я не уверен, что это заслуживает запрашиваемую цену в 10 долларов США, но за этим стоит внимательно следить.».